# Далека країна
Далека країна (англ. Far and Away) — фільм режисера Рона Говарда з Томом Крузом та Ніколь Кідман у головних ролях. Вперше його показали поза конкурсом на Каннському кінофестивалі 1992 року.

## Опис
Кінець XIX століття, Ірландія. Після смерті батька, бідного орендаря, його молодший син Джозеф Доннеллі (Том Круз) позбувся свого спадку через нечистого на руку лендлорда Даніеля Крісті. Але ось починається повстання, і Джозеф хоче помститися, але вбити кривдника йому не вдалося. Навпаки, сам Доннеллі отримав поранення. Опинившись у будинку Крісті, Джозеф знайомиться з його дочкою Шеннон. Джозеф несподівано потрапляє в тенета рудоволосої емансипованої красуні Шеннон Крісті (Ніколь Кідман), дочки лендлорда. 
Шеннон Крісті справжня ірландська аристократка, яка втомилася від нудного життя та жадає пригод, а також хоче позбутися постійного нагляду матері. Шеннон пропонує Джозефові втікати разом з нею в Америку, де, як вона чула, можна отримати землю, яку роздають безкоштовно на заході країни. Джозеф піддається на вмовляння Шеннон і вони вирушають за американською мрією.
Однак, прибувши на місце, де вони очікували потрапити до справжнього раю, все виявляється в реальності зовсім не так казково як вони собі уявляли. Джозеф та Шеннон залишилися без коштів, їх обкрадають відразу після прибуття, і тепер їм потрібно знайти роботу. Якщо Джозефу не звикати до такого, то для Шеннон це стане справжнім випробуванням. Прагнучи назбирати якомога більше грошей, Джозеф бере участь в боях на рингу, ризикуючи своїм життям, а після того як Шеннон поранили, знаходить виснажливу роботу на залізниці.
Героям доводитися багато чого пройти, буквально боротися за своє виживання, але врешті-решт їм пощастило — вони отримують ділянку землі в Оклахомі разом, після того, як взяли участь у Земельних перегонах.  

## У ролях
| Актор             | Роль                    |
| ----------------- | ----------------------- |
| Том Круз          | Джозеф Доннеллі         |
| Ніколь Кідман     | Шеннон Крісті           |
| Томас Гібсон      | Стівен Чейз             |
| Колм Міні         | Майк Келлі              |
| Роберт Проскі     | Даніель Крісті          |
| Барбара Бебкок    | Нора Крісті             |
| Мішель Джонсон    | Ґрейс                   |
| Ранс Говард       | Томлін                  |
| Сиріл К'юсак      | Данті Дафф              |
| Клінт Говард      | Флінн                   |
| Ейлін Поллок      | Моллі Кей               |
| Ніал Тойбін       | батько Джозефа Доннеллі |
| Вейн Ґрейс        | Бурк                    |
| Джаред Гарріс     | Педді                   |
| Дуглас Джіллісона | Дермоді                 |
| Беррі МакҐоверн   | МакҐвайр                |
| Ґері Лі Девіс     | Ґордон                  |
| Стівен О'Доннелл  | Колм                    |
| Брендан Глісон    | поліцейський            |

## Нагороди
- 1993 — «MTV Movie Awards»
  - Номінація на найкращу пару (Том Круз та Ніколь Кідман)
  - Номінація за найвидовищніший епізод (Земельні перегони в Оклахомі)
- 1993 — «Золота малина»
  - Номінація за найгіршу пісню до фільму (Книга днів) (Enya та Рома Райан)